# إيفان راميس
إيفان أندريس راميس باريوس (بالإسبانية: Iván Ramis Barrios)‏ (مواليد 25 أكتوبر 1984 - لا بويبلا ، إسبانيا) لاعب كرة قدم إسباني يلعب حاليًا لصالح نادي الدرجة الأولى نادي إيبار الإسباني في مركز قلب الدفاع.

## وصلات خارجية
- إيفان راميس على موقع قاعدة بيانات كرة القدم.إي يو (الإنجليزية)
- إيفان راميس على موقع Soccerbase.com (لاعب) (الإنجليزية)
- إيفان راميس على موقع Soccerway.com (الإنجليزية)
- إيفان راميس على موقع عالم كرة القدم.نت (الإنجليزية)
- إيفان راميس على موقع AS.com (الإسبانية)